# 小行星6217
小行星6217是一颗围绕太阳公转的小行星。1975年12月1日，卡洛斯·托雷斯、塞爾吉奧·巴洛斯（Sergio Barros）在Cerro El Roble发现了此天体。
这颗小行星的绝对星等为41.52842等。